# Pescennius Niger
Pescennius Niger (latină Gaius Pescennius Niger Augustus; n. 135 d.Hr., Aquino, Lazio, Regatul Italiei – d. 194 d.Hr., Antiohia, Imperiul Roman) a fost un uzurpator roman care a fost împărat roman din 193 până în 194, în timpul Anului celor cinci împărați.
El a pretins tronul imperial ca răspuns la uciderea lui Pertinax și încoronarea lui Didius Julianus, dar a fost învins de către un solicitant rival, Septimius Severus și ucis în timp ce încerca să fugă din Antiohia.